# كولن مكاي
كولن مكاي (بالإنجليزية: Colin McKay)‏ (1896 في المملكة المتحدة - ) هو لاعب كرة قدم بريطاني (وحمل سابقاً جنسية المملكة المتحدة لبريطانيا العظمى وأيرلندا) في مركز الوسط. لعب مع برادفورد سيتي وشيفيلد وينزداي وهدرسفيلد تاون.